# Миців
Миців (пол. Myców) — село в Польщі, у гміні Долобичів Грубешівського повіту Люблінського воєводства. Населення — 102 особи (2011).

## Історія
Після Другої світової війни село опинилося у складі Польщі. 26-30 червня 1947 року під час операції «Вісла» польська армія виселила з Мицова на щойно приєднані до Польщі північно-західні терени 210 українців. У селі залишилося 128 поляків.
У 1975—1998 роках село належало до Замойського воєводства.

## Населення
Демографічна структура станом на 31 березня 2011 року:
|          | Загалом | Допрацездатний вік | Працездатний вік | Постпрацездатний вік |
| -------- | ------- | ------------------ | ---------------- | -------------------- |
| Чоловіки | 48      | 9                  | 33               | 6                    |
| Жінки    | 54      | 9                  | 30               | 15                   |
| Разом    | 102     | 18                 | 63               | 21                   |

## Постаті

### Народилися
- Богдан Войтків (1910—1944) — український пластун та підпільник, член ОУН.
- Андрій Наконечний (нар. 1934 р.) — український громадський діяч у Польщі, багатолітній учасник та керівник ельблонзького відділення Українського-суспільного культурного товариства (Організації українців в Польщі).
- Євген Наконечний (нар. 1939 р.) —  український вчитель, громадський діяч, чолова постать УСКТ/ОУП в північній Польщі[4].